# 1893 no beisebol

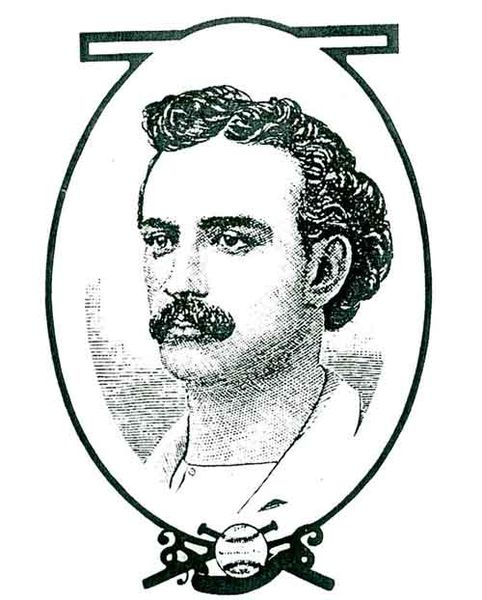
Lip Pike, uma das primeiras estrelas do esporte, faleceu em 1893.

Esta é uma lista de eventos no mundo do beisebol durante o ano de 1893.

## Campeões
- National League:  Boston Beaneaters

## Grandes ligas de beisebol - times e aproveitamento

### National League
| Time                  | Vitórias | Derrotas |
| --------------------- | -------- | -------- |
| Boston Beaneaters     | 86       | 43       |
| Pittsburgh Pirates    | 81       | 48       |
| Cleveland Spiders     | 73       | 55       |
| Philadelphia Phillies | 72       | 57       |
| New York Giants       | 68       | 64       |
| Cincinnati Reds       | 65       | 63       |
| Brooklyn Grooms       | 65       | 63       |
| Baltimore Orioles     | 60       | 70       |
| Chicago Colts         | 56       | 71       |
| St. Louis Browns      | 57       | 75       |
| Louisville Colonels   | 50       | 75       |
| Washington Senators   | 40       | 89       |

## Eventos
- 19 de junho – O outfielder do Baltimore Orioles, Piggy Ward, alcançou base 17 vezes em 17  vezes ao bastão consecutivas, um recorde; sua sequência se iniciou em 16 de junho. O recorde permaneceria por 69 anos, quando o catcher Earl Averill, Jr. empatou a marca em  1962.[1]
- 16 de agosto – Bill Hawke do Baltimore Orioles consegue um no-hitter contra o Washington Senators na vitória por 5–0. É o primeiro no-hitter conseguido na distância moderna do montinho de 18,44 m.
- 18 de agosto – O Boston Beaneaters estabelece o recorde da Major League que ainda permanece para mais rebatedores  atingidos por bola em uma entrada. Quatro rebatedores são atingidos por arremessos na segunda entrada na partida contra o Pittsburgh Pirates.[2]
- 21 de novembro – Ban Johnson é nomeado presidente, secretário e tesoureiro da recentemente organizada Western League. Sob a liderança de  Johnson, a National League irá prosperar.

## Nascimentos

### Janeiro–Abril
- 1º de janeiro – Frank Fuller
- 3 de janeiro – George Shively
- 28 de janeiro – Guy Cooper
- 31 de janeiro –  George Burns
- 7 de fevereiro – Charlie Jamieson
- 10 de fevereiro –  Bill Evans
- 12 de fevereiro – Earl Sheely
- 17 de fevereiro – Wally Pipp
- 21 de fevereiro – Norman Plitt
- 8 de março – Ray Francis
- 9 de março – Billy Southworth
- 9 de março – Lefty Williams
- 12 de março – Alex Gaston
- 23 de março – Ray Kremer
- 24 de março – George Sisler
- 11 de abril – Hal Deviney

### Maio–Agosto
- 8 de maio – Edd Roush
- 12 de maio – Hob Hiller
- 9 de junho – Irish Meusel
- 3 de julho – Dickie Kerr
- 11 de julho – Clarence Blethen
- 11 de julho – Milt Stock
- 13 de julho – Luther Farrell
- 14 de julho – John Peters
- 15 de julho – Red Oldham
- 22 de julho – Jesse Haines
- 18 de agosto – Burleigh Grimes
- 22 de agosto – Oscar Fuhr
- 24 de agosto – Bartolo Portuondo

### Setembro–Dezembro
- 13 de setembro – John Kelleher
- 13 de setembro – Mike McNally
- 13 de setembro – Dutch Ruether
- 22 de setembro – Ira Flagstead
- 25 de setembro – Ed Chaplin
- 5 de novembro – Spencer Heath
- 16 de novembro – Cristóbal Torriente
- 18 de novembro – Les Mann
- 28 de novembro – Benn Karr
- 28 de novembro – Frank O'Rourke
- 6 de dezembro – Hack Eibel

## Mortes
- 4 de janeiro – Jim Halpin, 29,  shortstop em 1882 e entre 1884–1885.
- Março – Joseph Quinn, ??,  catcher por duas equipes em 1881.
- 18 de abril – Fred Siefke, 23, terceira base em 1890 pelo Brooklyn Gladiators.
- 10 de outubro – Lip Pike, 48, outfielder por diversos times entre 1871 e 1881; conseguiu média de 30% por quatro vezes na National Association e duas vezes na National League, vencendo quatro títulos em home runs; a primeira estrela judia do esporte.
- 2 de dezembro – Bill Gleason, 25, arremessador em 1890 pelo Cleveland Infants.